# Roma Mitchell
Pour les articles homonymes, voir Mitchell.

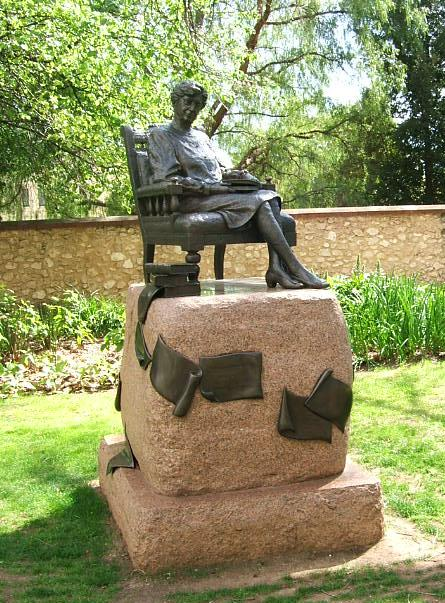
Statue de Roma Mitchell à Adélaïde.

Roma Flinders Mitchell, (2 octobre 1913 – 5 mars 2000), est une juriste australienne qui fut la première femme australienne à être nommée au Conseil de la Reine, à être chancelière d'une université australienne et la première femme gouverneur d'un État australien. Elle  fut le trente-unième Gouverneur d'Australie-Méridionale.
Elle est née à Adélaïde en 1913 et était la deuxième fille de Harold et Maude Mitchell.
Elle fut nommée juge à la Cour suprême d'Australie-Méridionale en 1965.
Elle fut gouverneur de l'État de 1991 à 1996 et chancelière de l'Université d'Adélaïde de 1983 à 1990.

## Distinctions
- Dame commandeur de l'Ordre de l'Empire britannique (DBE - 1982)[1]
- Compagnon de l'Ordre d'Australie (AC - 1991)[2]
- Commandeur de l'Ordre royal de Victoria (CVO - 2000)[3]

## Sources
- (en) Cet article est partiellement ou en totalité issu de l’article de Wikipédia en anglais intitulé « Roma Mitchell » (voir la liste des auteurs).